# سباسب كازاخستان

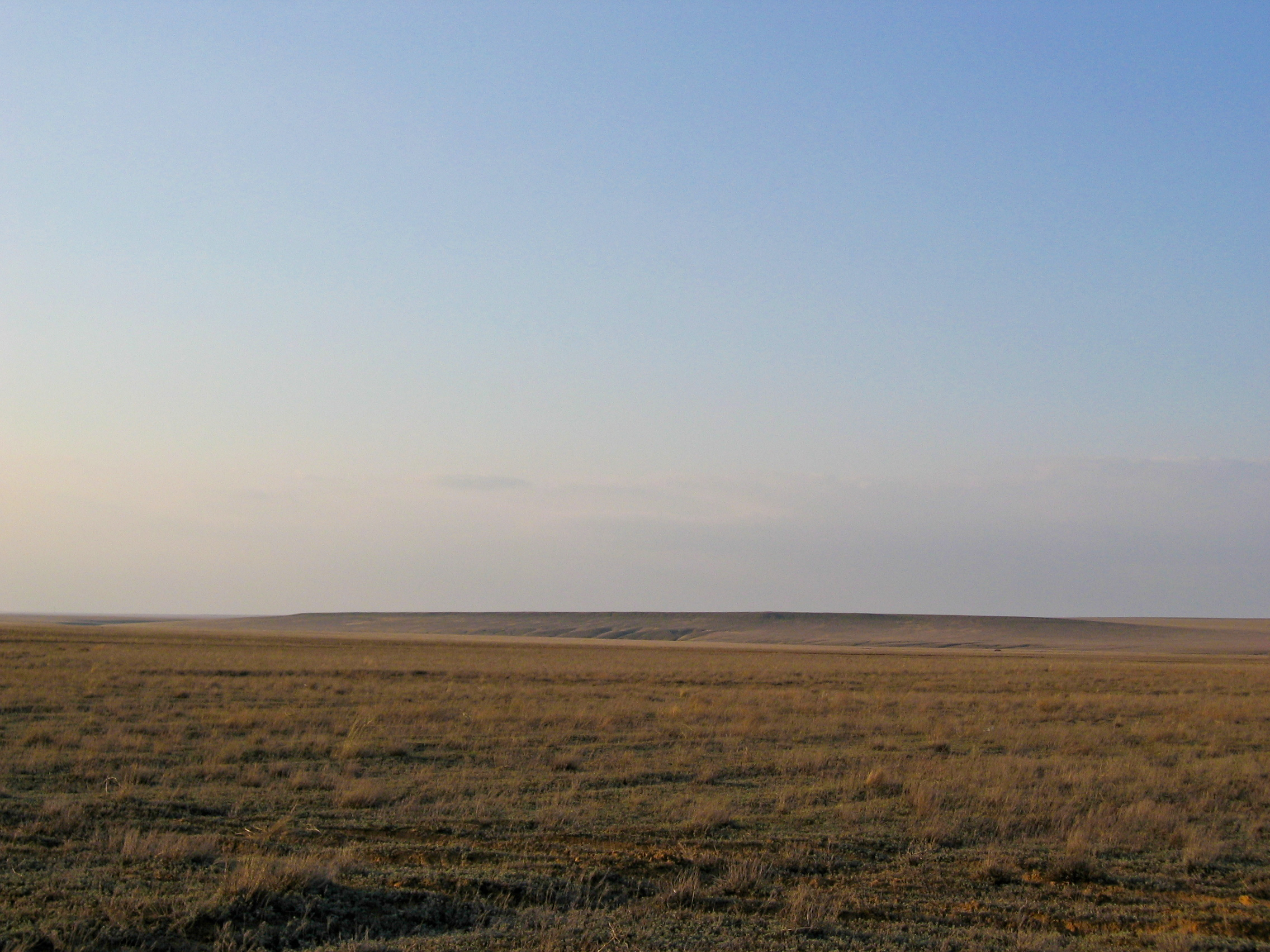
السهوب في الربيع

موقع السهوب

السهوب الكازاخية، هي منطقة إيكولوجيا أرضية محددة من قبل الصندوق العالمي للطبيعة (WWF)، وتنتمي إلى المجال الحيوي البيئي (المراعي، والسافانا ومناطق الأدغال المعتدلة). وتغطي السهوب آسيا الوسطى من نهر الأورال إلى تلال جبال ألتاي وبالأساس شمال كازاخستان والطرف الجنوبي من سيبيريا الروسية (أوبلاست أومسك، نوفوسيبيرسك كراي ألتاي).